# Совет департамента Сена и Марна
Сове́т департа́мента Се́на и Ма́рна (фр. Conseil départemental de Seine-et-Marne) — совещательное собрание департамента Сена и Марна французского региона Иль-де-Франс, в состав которого входят 46 советников, избираемые на шесть лет, из 23 кантонов (по одному мужчине и одной женщине от каждого кантона). Штаб-квартира совета находится в Мелёне — главном городе департамента.

## Функции Совета
Роль избранных представителей Совещательного собрания состоит в предложении новых проектов в пользу жителей департамента. Советники готовят отчёты и встречаются для обсуждения на пленарных и открытых заседаниях примерно каждые два месяца в здании Hôtel du Département, расположенном в Мелёне.

### Постоянная комиссия
Совещательное собрание делегирует часть своих функций Постоянной комиссии. В Постоянную комиссию в Сене и Марне входят председатель, вице-председатели и советники департаментов, которые встречаются примерно каждые три недели.

### Специализированные комиссии
Для изучения и принятия решений Совещательное собрание делит своих членов на специализированные, так называемые «технические» комиссии. Всего существует семь специализированных комиссий:
- Планирование землепользования, туризм, дороги, договорная политика и сельское хозяйство;
- Образование и культура;
- Молодёжь и спорт;
- Солидарности;
- Окружающая среда;
- Транспорт и мобильность;
- Финансы, человеческие ресурсы и общее управление;
- Внутренние правила[2].

## Логотипы

Логотип департамента (2012—2022)
Логотип департамента с 1 февраля 2022 года.